# Hr. Ms. K II
Il K.II è stato un sottomarino della Koninklijke Marine olandese, radiato nel 1937

## Storia

La squadra d'addestramento della Royal Navy nelle Piccole Isole della Sonda a Makassar. Da sinistra a destra: il cacciatorpediniere Panther, che si nasconde accanto alla nave gemella Lynx, la cannoniera Flores con un idrovolante Van Berkel W-Ba sul ponte di poppa e con a fianco il sottomarino K II, la cannoniera Soemba con a fianco il sottomarino K VII, il guardiacoste corazzato De Zeven Provincen con a fianco il sottomarino K VIII e l'incrociatore leggero Java con a fianco il sottomarino K IX.

Il sottomarino a propulsione convenzionale K.II fu impostato presso il cantiere navale Fijenoord di Rotterdam il 20 novembre 1915, in piena prima guerra mondiale, fu varato il 27 febbraio 1919 ed entrò in servizio il 28 marzo 1922. Il 18 settembre 1923 il K VII insieme al K II, e al K VIII e alla nave appoggio sommergibili Pelikaan iniziarono il loro viaggio verso le Indie orientali olandesi, teatro operativo loro destinato. Il gruppo navale era al comando del Kapt.ltz. E.M. Wissmann, e prima della partenza fu ispezionato a Den Helder dal Sbn. C. Fock.
Pelikaan, K II e K VII partirono da Den Helder alle 11:30 del 18 settembre, gettando successivamente l'ancora al largo del porto. Ripartirono intorno alle 12:30 e si diressero verso Gibilterra. il K VIII salpò da Rotterdam e si unì alle altre navi nel Mare del Nord. Le unita viaggiarono via Gibilterra, Tunisi, Alessandria d'Egitto, il canale di Suez, Aden, Colombo e Sabang. A bordo del K II vi era il professor Felix Andries Vening Meinesz che condusse misurazioni della gravità, sbarcando poi a Colombo. L'arrivo delle navi ad Alessandria d'Egitto fu ritardato per l'incaglio della nave appoggio Pelikaan avvenuto a Tunisi. L'11 dicembre 1923 le navi arrivarono a Sabang dove rimasero fino al 7 dicembre, quando salparono per Tanjung Priok dove arrivarono il 24 dicembre. Nel Nederlands Eskader in Oost-Indië formano la Divisione "Pelikaan". Prestò servizio nelle Indie orientali olandesi, e insieme a K VII. K VIII e K IX nel marzo 1926 andarono a Tarakan a Manila, nelle Filippine, e rientrarono poi alla base. Fu radiato nell'agosto 1937.

### Fonti
1. 1 2  Navypedia.
2. 1 2 3 4 5 6 7 8 9 10 11 12 13  Dutchsubmarines.